# 12294 Авогадро
12294 Авога́дро (12294 Avogadro) — астероїд головного поясу, відкритий 2 серпня 1991 року.
Тіссеранів параметр щодо Юпітера — 3,535.